# Associació Atlètica Gaèlica
L'Associació Atlètica Gaèlica (anglès, Gaelic Athletic Association, irlandès Cumann Luthchleas Gael) és una associació esportiva irlandesa que fomenta i organitza competicions esportives de hurling i futbol gaèlic, així com altres esports de tradició irlandesa en categories masculina i femenina. També promou la dansa, el folklore i la llengua irlandesa.
Té més d'un milió de membres arreu del món, uns béns que superen els 26.000 milions d'euros, tot declarant uns ingressos de 94,8 milions d'euros en 2010 d'un total de beneficis nets de 78,5 milions.
El futbol gaèlic i el hurling són les activitats més populars promogudes per l'organització i els esports més populars en termes d'assistència a la República d'Irlanda. El futbol gaèlic també té una gran participació a Irlanda del Nord.

## Història
La GAA va ser fundada en 1884 i és actualment l'associació esportiva més gran d'Irlanda amb més de 800.000 socis en l'associació. Posseeix regles estrictes sobre la condició amateur dels jugadors i la categoria més alta de competició és l'All-Ireland Final, disputada entre comtats. Tant el hurling com el futbol gaèlic, principals esports de l'associació, són molt antics. Es creu que el futbol gaèlic prové de l'antic futbol irlandès conegut com a caid, que es remunta al 1537, encara que el reglament modern data de 1887.

## Competicions internacionals
La GAA no dirigeix directament cap torneig internacional segons les regles del futbol gaèlic o del hurling (o camogie). No obstant això, els esports gaèlics tenen presència fora d'Irlanda segons dues modalitats:

### Regles internacionals
Anualment els esports gaèlics es mesuren amb altres esports nacionals similars segons unes regles intermèdies acordades conjuntament.
L'equip de hurling competeix anualment contra l'equip nacional escocès de shinty.
Una selecció nacional de futbol gaèlic competeix contra una selecció nacional de futbol australià. L'esdeveniment té lloc alternativament a Irlanda i Austràlia. Al desembre de 2006, aquesta trobada es va suspendre a causa de la violència excessiva dels partits. i es va tornar a prendre l'octubre de 2008 després de superar dos partits de prova a Austràlia.

### Comitès internacionals
La GAA té una sèrie de comitès fora d'Irlanda que agrupen i organitzen als equips d'esports gaèlics a l'estranger. Les regions es divideixen a Àsia, Australàsia, Canadà, Estats Units (excepte Nova York), Europa continental i Gran Bretanya (excepte Londres). Si bé les normes de joc de cada campionat són les mateixes, l'organització del campionat és diferent en diferents zones segons el nombre d'equips i la facilitat de desplaçament.